# Minicentral de biomasa La Gloria
La minicentral de biomasa La Gloria también conocida como Termoeléctrica Parral, es un proyecto de generación de energía eléctrica ubicado en la localidad de Talquita, comuna de Parral, Región del Maule, que suscitó un conflicto ambiental en la zona.

## Orígenes
El proyecto fue presentado por la empresa C&E Electric, iniciando su tramitación el año 2014, ingresando al Servicio de Ealuación Ambiental (SEA) mediante Declaración de Impacto Ambiental (DIA) el 17 de octubre de dicho año, y siendo aprobada la Resolución de Calificación Ambiental (RCA) mediante resolución exenta n°16 con fecha 10 de febrero del 2016.
La central La Gloria fue generada gracias a un subsidio entregado por el gobierno japonés mediante el Mecanismo de Crédito Conjunto (JCM), por el cual recibieron US$4 millones a través del Global Environment Center Foundation (GEC). El proyecto era originalmente de 2.7 megavatios (MW), pero aumentó a 3.7 MW mediante una cobertura entregada por CORFO de 100.000 UF, sin que las modificaciones al proyecto involucradas fuesen consideradas suficientes para un nuevo proceso de evaluación ambiental.
La construcción del proyecto inició a mediados del 2021 en medio de una fuerte oposición de la comunidad. Talquita, la localidad rural donde el proyecto está emplazado, es una zona declarada como saturada por material particulado fino respirable 2.5, de acuerdo al Diario Oficial de la República con fecha 14 de julio del 2021".
La comunidad se ha opuesto férreamente al proyecto pues la planta es vecina a una escuela y una posta rural, además de estar ubicada a menos de 1 kilómetro de un corredor biológico conformado por dos importantes humedales (Zanion y La Vega) y el río Perquilauquén; el que no se encuentra protegido y que es de los pocos que aún existen al sur de la Región del Maule.

## Críticas a la tramitación del proyecto
La Central La Gloria se espera entre en funcionamiento el 2023, quemando residuos agrícolas y forestales, lo cual ha sido criticado por la comunidad local debido al riesgo de toxicidad. Los habitantes señalan que estos proyectos expelen trazas químicas de fumigantes, pesticidas y agrotóxicos, además de la emisión de gases de efecto invernadero.
La comunidad de Parral se encuentra movilizada contra el proyecto, organizada en el Movimiento No a la Termoeléctrica Parral. En conjunto con la Municipalidad de Parral, ha señalado que hay serios problemas administrativos en la tramitación de este proyecto.
En la resolución exenta n° 1075 del 12 de mayo del 2021 de la Superintendencia del Medio Ambiente (SMA) se señaló que el plazo para acreditar el inicio de la ejecución del proyecto correspondía al 11 de marzo del 2021. No obstante, la empresa presentó los antecedentes el 26 de noviembre del 2020 sin acreditar documentación relativa al inicio de las obras. Frente a esto, mediante la Resolución exenta n° 247 se les otorga un plazo de 15 días hábiles al titular para entregar dichos antecedentes, sin embargo, estos llegaron el 18 de marzo, es decir, después del plazo inicialmente otorgado. Ante este hecho, la Municipalidad de Parral presentó un recurso de invalidación ante el Tribunal Ambiental en Santiago.
Asimismo, Movimiento No a la Termoeléctrica Parral presentó un recurso de protección (rol 151-2022) frente a la Corte de Apelaciones de Talca que fue fallado en contra, por lo que se apeló a la Corte Suprema, la que confirmó la sentencia en alzada, con el voto en contra del Ministro Sergio Muñoz y de la Abogada Integrante María Angélica Benavides, quienes estuvieron por revocar la sentencia de la Corte de Apelaciones.
El 21 de junio de 2022, se presentó un recurso por la caducidad de la RCA frente a la SMA del Maule.
El movimiento y autoridades, entre ellas la diputada Consuelo Veloso, han detallado que exigen que se evalúe con los estándares actuales el proyecto y que se declare caduca la RCA por los antecedentes expuestos: 

"Solicitamos el apoyo del gobierno de Chile y del Presidente Boric para que la "SMA escuche nuestros argumentos expuestos en el recurso de caducidad, y que revierta la decisión tomada por el gobierno anterior, la cual va en contra de la normativa que regula los plazos de validez de una RCA. Además, convocamos a las SEREMIs de salud, energía, agricultura y medioambiente a la comunidad del Sector Talquita para revisar el proyecto y dar tranquilidad a la/os vecinos".

## Denuncias
El movimiento contra la Central de biomasa La Gloria, además de referirse a las afectaciones directas a la salud humana, ha puesto énfasis en que este tipo de energía renovable (la quema de biomasa) no es realmente una solución para abordar la crisis climática que afecta al planeta.
En general, se acusa que la ruta de descarbonización desde los combustibles fósiles hacia las llamadas energías renovables, especialmente de la industria de quema de biomasa, se genera a través de mercados de carbono que aumentan el extractivismo sobre los territorios.

"La economía surgida de la Bioenergía con Captura y Almacenamiento de Carbono (BECCS) ha generado flujos de capital conocidos como Mercados de Carbono, lo que ha renovado la vulneración de los hábitats ricos en carbono, principalmente bosques y humedales. Estos ecosistemas están siendo extractivizados, quemados y reemplazados por plantaciones de monocultivo, debido a que en la contabilidad actual del carbono se asume que dichas plantaciones secuestran carbono y son un aporte para a las Contribuciones Determinadas a Nivel Nacional NDCs".

Existe preocupación entre comunidades y organizaciones sociales de que este tipo de energías siga creciendo, ante posibles riesgos sobre la calidad del aire y la salud humana.

"Pese a todo esto, Energía Colbún tiene a este proyecto cómo finalista de un concurso de energías limpias llamado Premio Avonni. ¡Les premian por poner en riesgo nuestra vida!".

## Movilizaciones
La ciudadanía de Parral ha sido activa en manifestarse contra la construcción de esta central, lo que ha quedado demostrado en las múltiples actividades realizadas en contra del proyecto, dentro de ellas se encuentran:
● Concentración ciudadana en la Plaza de Armas de Parral y marcha por la calle principal Avenida Aníbal Pinto hasta llegar a cortar el tránsito de la carretera 5 Sur A la concentración asistió el senador Álvaro Elizalde , el diputado Jaime Naranjo el Consejero Regional Rodrigo Hermosilla Gatica y los constituyentes Francisca Arauna Urrutia y Fernando Salinas Manfredini.
●  Reuniones y asambleas, destacando una visita de la senadora Ximena Rincón a la Escuela Rural Francisco Maureira de Talquita. Una reunión importante también fue la sostenida con la Gobernadora del Maule Cristina Bravo Castro en la que esta manifestó su apoyo al movimiento:

"Tenemos la conviccion que no hay progreso cuando se destruye la calidad de vida de los vecinos de los distintos sectores de nuestra Región del Maule y más todavía cuando no se incorpora la participacíon ciudadana (...) Vamos a acompañar a los vecinos del sector Talquita de Parral y por cierto vamos a apoyar todo lo que esté a nuestro alcance".

●  Intervenciones ciudadanas, stands informativos, manifestaciones culturales, murales, charlas, marchas bajo la lluvia y caravana por las calles de Parral que siguió por la carretera Ruta 5 hasta llegar a las afueras de la central de Biomasa la Gloria.
●  Presentaciones frente a máximas autoridades de gobierno y parlamento. El 20 de abril de 2022 el movimiento presentó frente a la Cámara de Diputadas y Diputados de la República sus alegatos, llevados a cabo por el kinesiólogo Ariel Concha y gracias a gestiones de Diputada Consuelo Veloso y Jaime Sáez Quiroz. En la instancia, la intervención del movimiento por los diputados Francisco Pulgar y Marisela Santibáñez.  Anteriormente, las gestiones de la diputada Veloso permitieron una calificada como "infructuosa" reunión con ministra del medio Ambiente Maisa Rojas.
●  Manifestaciones en Talca afueras de la Superintendencia del Medio Ambiente entregando un recurso por la caducidad de la resolución de calificación ambiental.
●  Arte y manifestaciones para Halloween La organización realizó una performance llamada "Energía del Terror" en que denunciaron los graves peligros de este proyecto.